# 鳥取県庁
鳥取県庁（とっとりけんちょう）は地方公共団体である鳥取県の行政機関（役所）である。

## 概要
1999年、鳥取県知事に就任した片山善博の下で県政改革（行財政改革と予算編成の過程などの徹底した情報公開制度）が実施されてきた。中でも、片山が知事就任時に実施した代表的なものとして県議会への根回し廃止や、人件費カットした財源を回し小学校1・2年生での30人学級の実施がある。
情報公開においては、鳥取県の各部局が年度目標や達成状況を示す「工程表」の公開を2008年度から実施している。

## 県政番組
- マルっと!とっとり（山陰放送・BSSテレビ）

## 沿革

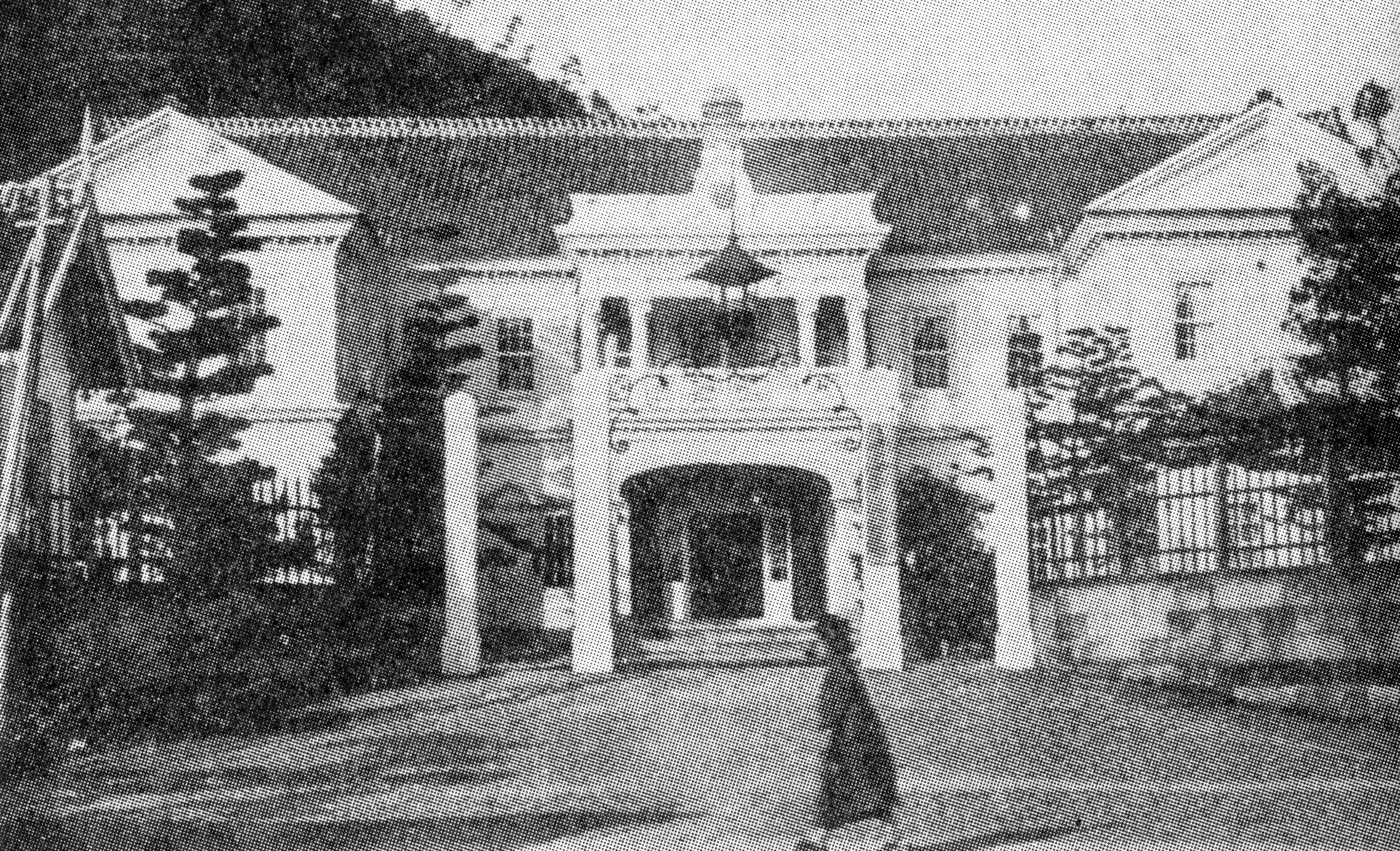
1885年竣工の鳥取県庁舎

- 1871年7月14日 - 旧因幡国8郡・旧伯耆国6郡、旧播磨国3郡の一部が廃藩置県により鳥取県を設置。
- 1871年11月15日 - 旧播磨国の区域が姫路県に編入。
- 1876年8月21日 - 島根県が鳥取県を併合。同時に鳥取に支庁が設けられる。
- 1881年9月12日 - 旧因幡国と旧伯耆国の領域が鳥取県として分立（1998年にこの日を「とっとり県民の日」として制定[3]）。

## 主な組織
ここでは主な組織を記載する。
- 知事 - 副知事
  - 知事部局
    - 統轄監
      - 政策戦略本部
        - とっとり未来創造タスクフォース
        - 政策戦略局
          - 企画課
          - 総合統括課
          - 広報課
          - 東京本部
          - 関西本部
            - 万博推進室

          - 名古屋代表部
          - 税務課
          - 県税事務所（東部・中部・西部）
          - 財政課

        - デジタル局
          - デジタル改革課[5]
          - デジタル基盤整備課

      - 輝く鳥取創造本部
        - とっとり暮らし推進局
          - 人口減少社会対策課
            - 移住定住・関係人口室

          - 協働参画課

        - 中山間・地域振興局
          - 中山間・地域振興課
            - 買物環境確保室

          - 交通政策課
            - 空港振興室

        - 中山間振興統括本部
        - 観光交流局
          - 観光戦略課
            - サイクルツーリズム振興室

          - 国際観光課
          - 交流推進課
          - まんが王国官房

      - 総務部
        -           - 総務課
          - 政策法務課
            - 公文書館

          - 営繕課
          - 統計課
          - 行政監察・法人指導課

        - 総合事務センター
          - 庶務集中課
          - 物品契約課

        - 行政体制整備局
          - 人事企画課
            - 給与室

          - 職員支援課
          - 職員人材開発センター
          - 行財政改革推進課
          - デジタル改革課[6]

      - 危機管理部
        -           - 危機管理政策課
          - 危機対策・情報課
          - 原子力安全対策監
          - 原子力安全対策課
          - 原子力環境センター[7]
          - 消防防災課
            - 消防防災航空センター
            - 消防学校

      - 地域社会振興部
        -           - 市町村課
            - 東部地域振興事務所

          - 県民課
          - 文化振興監
          - 文化政策課
          - 美術館整備監
          - 美術館
          - 産業廃棄物処理施設審査課[8]

        - 人権尊重社会推進局
          - 人権・同和対策課
          - 女性応援課
            - 男女共同参画センター

        - スポーツ振興局
          - スポーツ課

        - ねんりんピックはばたけ鳥取２０２４実施本部事務局
        - 文化財局
          - 文化財課
          - とっとり弥生の王国推進課
            - 埋蔵文化財センター
            - 青谷かみじち史跡公園
            - むきばんだ史跡公園

      - 福祉保健部
        - ささえあい福祉局
          - 福祉保健課
          - 孤独・孤立対策課
          - 福祉監査指導課
          - 障がい福祉課
            - 社会参加推進室

          - 子ども発達支援課[9]
          - 長寿社会課

        - 健康医療局
          - 健康政策課
            - 精神保健福祉センター
            - がん・生活習慣対策室

          - 医療政策課
            - 鳥取看護専門学校
            - 倉吉総合看護専門学校

          - 医療・保険課

        - 感染症対策センター
          - 衛生環境研究所[7]

      - 子ども家庭部
        -           - 子育て王国課
          - 家庭支援課
            - 福祉相談センター
            - 喜多原学園
            - 児童養護・DV室

          - 子ども発達支援課[10]
            - 皆成学園
            - 総合療育センター
            - 鳥取療育園
            - 中部療育園

          - 総合教育推進課

      - 生活環境部
        -           - 環境立県推進課
            - 星空環境推進室

          - 脱炭素社会推進課
          - 衛生環境研究所[10]
          - 原子力環境センター[11]

        - 自然共生社会局
          - 自然共生課
          - 山陰海岸ジオパーク海と大地の自然館
          - 循環型社会推進課
          - 水環境保全課

        - くらしの安心局
          - くらしの安心推進課
            - 食肉衛生検査所
            - 犯罪被害者総合サポートセンター

          - 消費生活センター
          - まちづくり課
          - 住宅政策課
            - 東部建築住宅事務所
            - 建築指導室

      - 商工労働部
        -           - 商工政策課
          - 経済産業振興監
          - 立地戦略課
          - 産業未来創造課
            - 境港水産事務所[12]

          - 企業支援課
          - 通商物流課

        - 雇用人材局
          - 雇用・働き方政策課
            - 障がい者・外国人就労支援室

          - 産業人材課
            - 産業人材育成センター（倉吉校、米子校）
            - 未来創造人材室

          - 鳥取県立鳥取ハローワーク
          - 鳥取県立倉吉ハローワーク
          - 鳥取県立米子ハローワーク
          - 鳥取県立境港ハローワーク

        - 市場開拓局[12]

      - 農林水産部
        -           - 農林水産政策課
            - 企画室
            - 東部農林事務所
              - 八頭事務所

        - 農業振興局
          - 経営支援課
            - 農業普及推進室

          - 農業大学校
          - 生産振興課
            - 農業試験場
            - 園芸試験場
            - 鳥獣対策センター

          - 農地・水保全課
            - 農村整備室

        - 畜産振興局
          - 畜産振興課
            - 畜産試験場
            - 中小家畜試験場

          - 家畜防疫課
            - 家畜保健衛生所（鳥取/倉吉/西部）

        - 森林・林業振興局
          - 林政企画課
            - 林業試験場

          - 県産材・林業振興課
          - 森林づくり推進課

        - 水産振興局
          - 水産振興課
            - 境港水産事務所[13]
            - 栽培漁業センター

          - 漁業調整課
            - 水産試験場

        - 市場開拓局
          - 販路拡大・輸出促進課
          - 食パラダイス推進課

      - 県土整備部
        -           - 県土総務課
            - 建設業・入札制度室
            - 用地室
            - 鳥取県土整備事務所
            - 八頭県土整備事務所

          - 技術企画課
          - 産業廃棄物処理施設審査課[14]

        - 道路局
          - 道路企画課
            - 高速道路推進室

          - 道路建設課

        - 河川港湾局
          - 河川課
          - 治山砂防課
          - 港湾課
            - 鳥取港湾事務所

      - 会計管理部
        -           - 会計指導課
          - 統括審査課
          - 工事検査課
            - 米子工事検査事務所
- 企業局
  - 経営企画課
  - 工務課
  - 東部事務所
  - 西部事務所
- 病院局
  - 総務課
  - 中央病院
  - 厚生病院
- 議会事務局
  - 総務課
  - 調査課
  - 議事・法務政策課
  - 図書室

- 各種委員会
  - 教育委員会
  - 選挙管理委員会
  - 監査委員
    - 事務局
      - 監査第一課
      - 監査第二課

  - 人事委員会
    - 事務局
      - 任用課
      - 給与課

  - 労働委員会
  - 鳥取海区漁業調整委員会
  - 内水面漁場管理委員会
  - 収用委員会
  - 公安委員会
    - 警察本部

## 総合事務所等
鳥取県中部・西部地域については知事部局の組織の一つとして総合事務所が設置されており、保健福祉・県土整備などの部門が設けられている。なお、鳥取県東部地域（鳥取市・岩美町・若桜町・智頭町・八頭町）については知事部局の各部局の管轄となる。また、保健福祉・生活環境部門は一部を除いて鳥取県東部地域が管轄外となる（鳥取市保健所の管轄。4町については鳥取県から事務委託）。また、県税部門は総務部の下部組織である県税事務所の担当となる（ただし、県民税利子割・法人県民税・法人事業税・地方法人特別税・県たばこ税については全域が東部県税事務所の担当、鉱区税・産業廃棄物処分場税（法定外目的税）については全域が中部県税事務所の担当、ゴルフ場利用税・軽油引取税については全域が西部県税事務所の担当。）。
- 中部総合事務所（倉吉市）[16]
  - 県民福祉局
    - 中部振興課
    - 総務室
    - 農商工連携チーム
    - 中山間地域振興チーム
    - 共生社会推進課
    - 地域福祉課

  - 倉吉保健所
    - 健康支援総務課
    - 医薬・感染症対策課
    - 生活安全課

  - 環境建築局
    - 環境・循環推進課
    - 建築住宅課

  - 農林局
    - 農業振興課
    - 倉吉農業改良普及所
    - 東伯農業改良普及所
    - 地域整備課
    - 林業振興課

  - 県土整備局
    - 建築総務課
    - 維持管理課
    - 用地課
    - 計画調査課
    - 道路都市課
    - 河川砂防課

  - 中部県税事務所
    - 収税課
    - 課税課
- 西部総合事務所（米子市）[16]
  - 県民福祉局
    - 西部振興課
    - 西部観光商工課
    - 総務室
    - 農商工連携チーム
    - 中山間地域振興チーム
    - 共生社会推進課
    - 地域福祉課

  - 米子保健所
    - 健康支援総務課
    - 医薬・感染症対策課
    - 生活安全課

  - 環境建築局
    - 環境・循環推進課
    - 建築住宅課

  - 農林局
    - 農林業振興課
    - 西部農業改良普及所
      - 大山普及支所

    - 地域整備課

  - 米子県土整備局
    - 建築総務課
    - 維持管理課
    - 用地課
    - 計画調査課
    - 道路都市課
    - 河川砂防課

  - 西部県税事務所
    - 収税課
    - 課税課

  - 日野振興センター（日野郡日野町）
    - 日野振興局
      - 地域振興課
      - 農林業振興課
      - 日野農業改良普及所

    - 日野県土整備局
      - 建築総務課
      - 維持管理課
      - 用地課
      - 道路整備課
      - 河川砂防課